# Василівка (Горностаївська селищна громада)
Васи́лівка — село в Україні, у Горностаївській селищній громаді Каховського району Херсонської області. Населення становить 170 осіб.
Дві артезіанські свердловини. Сільський клуб.

## Історія
У лютому 2022 року село тимчасово окуповане російськими військами під час російсько-української війни.

## Населення
Згідно з переписом УРСР 1989 року чисельність наявного населення села становила 184 особи, з яких 94 чоловіки та 90 жінок.
За переписом населення України 2001 року в селі мешкало 170 осіб.

### Мова
Розподіл населення за рідною мовою за даними перепису 2001 року:
| Мова       | Відсоток |
| ---------- | -------- |
| українська | 96,47 %  |
| російська  | 2,94 %   |
| білоруська | 0,59 %   |